# Inessa Sjoemekova
Inessa Sjoemekova (Инесса Шумекова 3 juni 2003) is een Kazachse langebaanschaatsster. Inessa Sjoemekova geldt als een sprinter. Inessa Sjoemekova is de oudere zus van de eveneens internationaal schaatsende tweeling Alina- en Kristina Sjoemekova.

## Records

### Persoonlijke records
| Afstand    | Tijd    | Datum            | Baan           |
| ---------- | ------- | ---------------- | -------------- |
| 500 meter  | 39,42   | 27 januari 2024  | Salt Lake City |
| 1000 meter | 1.18,57 | 17 februari 2024 | Calgary        |
| 1500 meter | 2.02,71 | 5 december 2021  | Inzell         |
| 3000 meter | 4.44,61 | 4 maart 2020     | Astana         |
| 5000 meter | 8.12,06 | 26 oktober 2018  | Astana         |

(laatst bijgewerkt: 15 maart 2024)

## Resultaten
| Jaar | WK Sprint                | WK Afstanden            | WK Junioren                                   |
| ---- | ------------------------ | ----------------------- | --------------------------------------------- |
| 2020 |                          |                         | 41e 500m 37e 1000m 38e 1500m 24e massastart   |
|      |                          |                         |                                               |
| 2022 |                          |                         | 16e 500m · 17e 1000m · 32e 1500m · teamsprint |
|      |                          |                         |                                               |
| 2024 | 24e (26e, 26e, 26e, 24e) | 24e 1000m 5e teamsprint |                                               |

(#, #, #, #) = afstandspositie op sprinttoernooi (500m, 1000m, 500m, 1000m).